# Erwin Mack
Erwin Mack (* 15. Juli 1893 in Hohenheim; † 26. August 1942 bei Nowo Poltawskoje, Südrussland) war ein deutscher Offizier, zuletzt Generalmajor der Wehrmacht.

## Leben
Er war der Sohn von Karl Friedrich Mack, der als Physiker und Meteorologe an der Landwirtschaftlichen Hochschule Hohenheim tätig war.
Mack trat 1911 als Fahnenjunker in das 1. Lothringische Pionier-Bataillon Nr. 16 in Metz ein, diente im Ersten Weltkrieg und wurde danach in die Reichswehr übernommen. 
Vor dem Ausbruch des Zweiten Weltkriegs diente er ab 10. November 1938 beim Kommandierenden General der Luftverteidigungszone West, Generalleutnant Karl Kitzinger. Im Zuge der Mobilmachung am 26. August 1939 wurde er zum an diesem Tage gebildeten Oberbaustab 5 bei der im Wehrkreis V gebildeten 7. Armee versetzt, die nach dem Kriegsbeginn die deutsche Westgrenze am Oberrhein sicherte und die Besatzung des Westwalls stellte. Am 15. März 1940 wurde Mack Kommandeur des Oberbaustabs 5, der dann mit dem Beginn des Frankreichfeldzugs der Heeresgruppe C zugeordnet wurde und in deren Rahmen ab 14. Juni 1940 am Angriff auf die Maginot-Linie teilnahm.
Nach dem deutsch-französischen Waffenstillstand am 22. Juni 1940 wurde der Baustab 5 aufgelöst und Mack wurde am 23. Juli 1940 zum Kommandeur des Pionier-Regimentsstabs z. b. V. 413 beim XXIV. Armeekorps, dem früheren Generalkommando der Grenztruppen Saarpfalz, ernannt.
Am 18. Dezember 1940 wurde er Pionierführer der im November 1940 gebildeten Panzergruppe 3 unter Generaloberst Hermann Hoth, mit der er ab Juni 1941 den Angriff auf die Sowjetunion mitmachte und die am 1. Januar 1942 in 3. Panzer-Armee umbenannt wurde. Am 23. Februar 1942 wurde er zum Kommandeur der an diesem Tage zum dritten Mal neu aufgestellten 20. Schützen-Brigade in der 20. Panzer-Division ernannt, die an der Ugra südwestlich von Moskau kämpfte.
Am 8. Juni 1942 wurde er in die Führerreserve des OKH versetzt und dann am 20. Juli zum Kommandeur der 23. Panzer-Division ernannt. Deren bisheriger Kommandeur, Generalmajor Hans von Boineburg-Lengsfeld, war auf Befehl Hitlers seines Kommandos enthoben worden und hatte sich vor dem Reichskriegsgericht wegen des Verlusts geheimer Angriffspläne für den „Fall Blau“ zu verantworten. Mack führte die Division auf ihrem Vorstoß in Richtung Kaukasus über Manytsch, Proletarsk, Baschanta, Ipatowo, Woroschilowsk bis zum Terek südöstlich von Prochladny und Naltschik, wo der Vormarsch zum Erliegen kam. 
Am 26. August 1942 wurde Mack in der Nähe von Nowo Poltawskoje, zusammen mit drei seiner Stabsoffiziere, durch Direktreffer einer Mörsergranate getötet, als er dort den Frontabschnitt des Panzergrenadier-Regiments 128 besuchte. Er wurde in Altud im Kaukasus bestattet. Noch am selben Tag übernahm sein Vorgänger als Kommandeur der Division, Generalmajor von Boineburg-Lengsfeld, wieder das Kommando.